# VI Premis Barcelona de Cinema
Els VI Premis Barcelona de Cinema foren els sisens Premis Barcelona de Cinema, predecessors dels Premis Gaudí, atorgats pel Col·legi de Directors de Cinema de Catalunya. L'entrega es va celebrar el 6 de desembre de 2007 a la Sala Foyer Gran Teatre del Liceu de Barcelona i la gala fou presentada per Rosa Maria Sardà i Ferran Rañé. Els premis foren entregats per Jaume Balagueró, Sergi López, Mercè Pons i Constantino Romero, entre d'altres.
La guanyadora va ser L'orfenat, que se'n va endur set de nou nominacions (entre elles millor pel·lícula, millor direcció novella i millor actriu), mentre que Ficció se'n va endur quatre. Per contra, 53 dies d'hivern i Pactar amb el gat no se'n van dur cap. El premi internacional de cinema ha estat per al director Carlos Saura, i el premi Carles Duran, que reconeix la trajectòria d'un cineasta, ha estat, a títol pòstum per a Antoni Ribas.

## Premis i nominats per categoria
| Millor pel·lícula | Millor director |
| --- | --- |
| - L'orfenat - Pactar amb el gat - Ficció - 53 dies d'hivern | - Cesc Gay per Ficció - Joan Marimón i Padrosa per Pactar amb el gat - Josep Maria Forn per El coronel Macià - Judith Colell per 53 dies d'hivern                                                 |
| Millor actor | Millor actriu |
| - Eduard Fernández per Ficció - Abel Folk per El coronel Macià - Àlex Brendemühl per Yo i 53 dies d'hivern - Pau Roca per Pactar amb el gat | - Belén Rueda per L'orfenat - Aina Clotet per 53 dies d'hivern - Montse Germán per Ficció - Rose Avalon per Pactar amb el gat                                                                     |
| Millor muntatge | Millor fotografia |
| - Elena Ruiz per L'orfenat - David Gallart per 53 dies d'hivern - Xavi Carrasco per El coronel Macià - Frank Gutiérrez per Ficció - Adrià Cillero i María José Gilabert per Pactar amb el gat                                                                  | - Óscar Faura per L'orfenat - Sergi Gallardo per 53 dies d'hivern - Jaume Peracaula per El coronel Macià - Elisabeth Prandi per Pactar amb el gat                                                 |
| Millor pel·lícula documental | Millor director novell |
| - Can Tunis de José González Morandi i Paco Toledo - 3055 Jean Leon d'Agustí Vila - Llach: La revolta permanent de Lluís Danés - Septiembres de Carles Bosch i Arisó                                                                                           | - Juan Antonio Bayona per L'orfenat - Mateu Adrover per Fuerte Apache - Rafa Cortés per Yo - Roser Aguilar per El millor de mi                                                                    |
| Millor guió | Millor música |
| - Cesc Gay i Tomàs Aragay per Ficció - Gemma Ventura per 53 dies d'hivern - Joan Marimón i Padrosa per Pactar amb el gat - Sergio G. Sánchez per L'orfenat | - Lluís Llach per Llach: La revolta permanent - Carles Casas per Barcelona (un mapa) - Fernando Velázquez per L'orfenat - Aleix Pitarch i Mercedes Pérez per Pactar amb el gat                    |
| Millor direcció artística | Millor pel·lícula en versió original catalana |
| - Josep Rosell per L'orfenat - Lluc Castells per 53 dies d'hivern - José Massagué per El coronel Macià - Mireia Carles i Paula Bosch per Pactar amb el gat | - Cesc Gay per Ficció - Ventura Pons per Barcelona (un mapa) - Josep Maria Forn per El coronel Macià - Lluís Danés per Llach: La revolta permanent - Antoni Verdaguer i Serra per Raval, Raval... |
| Millor so | Millor telefilm |
| - Xavier Mas, Marc Orts i Oriol Tarragó per L'orfenat - Dani Fontrodona i Ferran Mengod per 53 dies d'hivern - Àlex Albors per El coronel Macià - David Mata per Llach: La revolta permanent - Salva Mayolas, Natxo Ortúzar i Fred White per Pactar amb el gat | - Rafa Montesinos per La princesa del polígon - Joan Marimón i Padrosa per El cas de la núvia dividida - Enric Folch per Presumptes implicats - Pau Freixas per Àngels i Sants                    |
| Millor audiovisual | Millor pel·lícula d'animació |
| - Pere Portabella per El silenci abans de Bach | - Adrià García i Víctor Maldonado per Nocturna |
| Premi Internacional | Premi Carles Duran de la crítica |
| Carlos Saura | Antoni Ribas |